# Chronologie des Krieges in Nahost, Juni und Juli 2025
Die Chronologie des Krieges in Nahost, Juni und Juli 2025 dokumentiert die Entwicklungen seit dem Terrorangriff der Hamas auf Israel vom 1. Juni bis zum 31. Juli 2025. Für den zeitlichen Ablauf des kompletten israelisch-palästinensischen Konflikts siehe Chronologie des israelisch-palästinensischen Konflikts.

## Juni 2025

### 2. Juni
Der UN-Generalsekretär forderte eine unabhängige Untersuchung der Ereignisse des Vortags in der Nähe eines Zentrums für die Verteilung von Hilfsgütern im Gazastreifen. Berichtet wurde, dass israelische Streitkräfte Feuer auf Menschen eröffnet hätten, die Hilfsgüter abholen wollten. Das Rote Kreuz teilte mit, dass sein Krankenhaus 179 Verletzte aufgenommen hätte, darunter 21 Tote. Die von der Hamas geleitete Zivilschutzbehörde bezifferte die Zahl der Toten auf 31. Das israelische Militär bestritt, dass seine Truppen auf Zivilisten in der Nähe oder innerhalb des Geländes geschossen hätten, und sagte, entsprechende Berichte seien falsch. Später erklärte ein Sprecher, es seien Warnschüsse abgefeuert worden. Der US-Botschafter in Israel, Mike Huckabee, warf großen Nachrichtenorganisationen wie der New York Times, CNN und Associated Press eine „rücksichtslose und unverantwortliche Berichterstattung“ in dieser Angelegenheit vor, die Antisemitismus fördere. Der UN-Menschenrechtsbeauftragte Volker Türk erklärte gegenüber der BBC, die Art und Weise, wie humanitäre Hilfe in Gaza geleistet werde, sei „inakzeptabel“ und „entmenschlichend“.

### 3. Juni
Die umstrittene, von den USA unterstützte Gaza Humanitarian Foundation (GHF) gab bekannt, dass sie ihre Bereitstellung von Hilfslieferungen im Gazastreifen vorübergehend einstellen würde, nachdem Dutzende von Palästinensern bei dem Versuch, Zugang zu ihren Verteilungszentren zu erhalten, getötet wurden.

### 4. Juni
Mirjana Spoljaric Egger, die Präsidentin des Internationalen Komitees vom Roten Kreuz, erklärte gegenüber der BBC, der Gazastreifen sei schlimmer als die Hölle auf Erden. Die Menschheit versage, wenn sie einfach nur zusehe, wie ein Volk völlig seiner Menschenwürde beraubt werde. Die Taten der Hamas und anderer palästinensischer Gruppen am 7. Oktober 2023 seien keine Rechtfertigung für die Missachtung oder Aushöhlung der Genfer Konventionen, die einem Kind in Gaza genau den gleichen Schutz gewähren wie einem Kind in Israel. Die internationale Gemeinschaft müsse mehr tun, um den Krieg zu einem Abschluss zu bringen, das Leiden der Palästinenser zu beenden und die Freilassung der israelischen Geiseln zu erwirken.
Die USA blockierten mit ihrem Veto im UN-Sicherheitsrat eine Forderung nach einer „sofortigen, bedingungslosen und dauerhaften Waffenruhe“ im Gazastreifen. Die übrigen 14 Ratsmitglieder, darunter die ständigen Mitglieder Frankreich, England, Russland und China, stimmten für den Resolutionsentwurf, mit dem auch ein ungehinderter Zugang für Hilfsgüter sichergestellt werden sollte.

### 5. Juni
Premierminister Netanjahu bestätigte Behauptungen des ehemaligen israelischen Verteidigungsministers Avigdor Lieberman, dass Israel Waffen an Clans in Gaza geliefert habe. Die Abu-Shabab-Gruppe hatte online bekannt gegeben, dass ihre Miliz beim Schutz von Lieferungen an von den USA und Israel unterstützte Verteilungszentren der umstrittenen Gaza Humanitarian Foundation (GHF) helfe; internationale Hilfsorganisationen behaupteten indessen, die israelischen Streitkräfte würden es bewaffneten Palästinensern erlauben, Hilfskonvois zu plündern und Schutzgelder von Fahrern zu erpressen.

### 6. Juni
Nach israelischem Beschuss bei den Verteilzentren setzte die von Israel und den USA unterstützte Gaza Humanitarian Foundation die Verteilung von Hilfsgütern aus. Die Bevölkerung wurde aufgerufen, zu ihrer eigenen Sicherheit den Verteilzentren fernzubleiben.

### 9. Juni
Die israelische Marine stoppte etwa 200 Kilometer vor der Küste von Gaza das Segelschiff Madleen und eskortierte es in den Hafen Aschdod. Die Madleen wollte Hilfsgüter wie Babynahrung und medizinische Güter in den Gazastreifen bringen. Zudem sollte die internationale Aufmerksamkeit auf die humanitäre Lage in Gaza gelenkt werden. An Bord befanden sich Greta Thunberg und elf andere Passagiere, darunter Yasemin Acar aus Deutschland sowie die französische EU-Parlamentarierin Rima Hassan. Das Bündnis Freedom Flotilla Coalition forderte die sofortige Freilassung aller Verhafteten und die Rückgabe der Hilfsgüter. Am 2. Mai war ein anderes Schiff der Gruppe vor Malta in Brand geraten, nachdem es laut Angaben der Gruppe von israelischen Drohnen angegriffen worden war.
US-Präsident Donald Trump erklärte im Weißen Haus nach seiner Rückkehr aus Camp David, die Islamische Republik Iran sei jetzt an den Verhandlungen über den Gazastreifen beteiligt, gemeinsam mit den USA, Israel und der palästinensischen Hamas.

### 10. Juni
Mit den 17 Todesfällen an diesem Morgen stieg die Zahl der Palästinenser, die nach Angaben der örtlichen Gesundheitsbehörden seit der Eröffnung der GHF-Zentren bei dem Versuch, Lebensmittel zu erhalten, getötet wurden, auf 144.
Die Länder Großbritannien, Australien, Kanada, Neuseeland und Norwegen verhängten Sanktionen gegen die israelischen Minister Bezalel Smotrich und Itamar Ben-Gvir. Grund waren deren radikale Äußerungen. Sie hätten „zu extremistischer Gewalt und schwerwiegenden Verstößen gegen die palästinensischen Menschenrechte angestiftet“.
Die israelische Marine griff erstmals den Hafen von al-Hudaida im Jemen mit Schiffen bzw. Raketen, die von Schiffen gestartet wurden, an.
Greta Thunberg und drei weitere Aktivisten wurden aus Israel abgeschoben. Acht Aktivisten blieben in Haft, da sie sich weigerten, Ausweisungsdokumente zu unterzeichnen. In Haft ist auch eine Deutsche.

### 11. Juni
Bei neuen israelischen Angriffen im Gazastreifen wurden örtlichen Gesundheitsbehörden zufolge mindestens 35 Palästinenser getötet, die meisten davon an einer Lebensmittel-Ausgabestelle der von den USA unterstützten Gaza Humanitarian Foundation (GHF). Dort seien mindestens 25 Menschen getötet und Dutzende weitere verletzt worden, teilten Mediziner mit. Auch am Tag zuvor waren angeblich 17 Menschen an einer anderen GHF-Hilfsstation getötet worden. Die israelische Armee erklärte dazu, es seien Warnschüsse in Richtung von „Verdächtigen“ abgegeben worden, die aufgrund ihrer Annäherung an die Truppen eine Bedrohung dargestellt hätten.
Die USA forderten andere Länder auf, von einer Teilnahme an der bevorstehenden UN-Konferenz zur Zweistaatenlösung abzusehen. Alle Länder, die nach einer solchen Teilnahme „anti-israelische Maßnahmen“ ergriffen, würden sich damit gegen die außenpolitischen Interessen der USA stellen und müssten mit diplomatischen Konsequenzen rechnen. „Die Vereinigten Staaten lehnen alle Schritte ab, die zu einer einseitigen Anerkennung eines mutmaßlichen palästinensischen Staates führen würden, da dies erhebliche rechtliche und politische Hindernisse für eine letztendliche Lösung des Konflikts mit sich bringen würde und Israel im Falle eines Krieges unter Druck setzen und damit seine Feinde unterstützen könnte“, ließen die USA verlauten.
Israel meldete, seine Truppen hätten im Gazastreifen die sterblichen Überreste von zwei weiteren Geiseln geborgen.

### 13. Juni
Israel griff in den frühen Morgenstunden Dutzende Ziele im Iran an, darunter nukleare Anlagen. Nach Angaben von vier hochrangigen iranischen Beamten griff Israel mindestens sechs Militärstützpunkte rund um die Hauptstadt Teheran sowie Wohnhäuser in zwei hochgesicherten Komplexen für Militärkommandeure und mehrere Wohngebäude rund um Teheran an. Mohammad Bagheri, Chef des Stabes der Streitkräfte der Islamischen Republik Iran, wurde nach Angaben des israelischen Militärs und iranischer Medien getötet, ebenso wie andere hochrangige Sicherheitsbeamte. Das israelische Militär erklärte, es habe die wichtigste iranische Urananreicherungsanlage in Natanz angegriffen und dabei einen unterirdischen Komplex mit Zentrifugen getroffen. Rafael Grossi, der Leiter der Internationalen Atomenergie-Organisation, sagte, es gebe bislang keine Hinweise auf Angriffe auf zwei andere wichtige iranische Atomanlagen, die unterirdische Atomanlage Fordo und die Kernbrennstoffanlage in Isfahan. Premierminister Netanjahu bezeichnete die nächtlichen Militärschläge lediglich als „Eröffnungsschlag“, die Operation werde „so viele Tage andauern, wie es braucht“. US-Außenminister Marco Rubio betonte, die Vereinigten Staaten seien nicht an den Angriffen beteiligt gewesen. Die israelische Regierung rechtfertigte die Angriffe mit einer „existentiellen Bedrohung“ durch das iranische Atomprogramm. Der Iran reagierte mit zahlreichen Drohnenangriffen, bezeichnete die israelischen Angriffe als „Kriegserklärung“ und rief den UN-Sicherheitsrat auf, einzuschreiten.
US-Präsident Donald Trump forderte den Iran auf, ein Abkommen über sein Atomprogramm zu schließen, sonst würden noch brutalere Angriffe folgen. Auf seiner Plattform Truth Social schrieb Trump: „Ich habe dem Iran eine Chance nach der anderen gegeben, einen Deal zu machen. […] Ich habe ihnen gesagt, dass es viel schlimmer kommen würde als alles, was sie kennen, vorhersahen oder gehört hätten, dass die USA die besten und tödlichsten Militärausrüstungen der Welt herstellen, BEI WEITEM, und dass Israel eine Menge davon hat und noch viel mehr haben wird – Und weiß, wie man sie anwendet. Einige iranische Hardliner sprachen tapfer, aber sie wussten nicht, was passieren würde. Sie sind jetzt alle TOT, und es wird nur noch schlimmer werden! Es hat bereits viel Tod und Zerstörung gegeben, aber es ist noch Zeit, diesem Gemetzel ein Ende zu setzen, wobei die nächsten bereits geplanten Angriffe noch brutaler ausfallen werden. Der Iran muss ein Abkommen schließen, bevor nichts mehr übrig ist, und das retten, was einmal als das iranische Reich bekannt war. Kein weiterer Tod, keine weitere Zerstörung, MACHT ES JETZT EINFACH, EHE ES ZU SPÄT IST. Gott segne euch alle!“
Die Türkei, Oman, Saudi-Arabien, Katar und die Vereinigten Arabischen Emirate verurteilten den israelischen Angriff. Rafael Grossi, der Leiter der Internationalen Atomenergie-Organisation, betonte, Atomanlagen dürften „niemals angegriffen werden“, da „jede Militäraktion, welche die Sicherheit von Atomanlagen gefährdet, schwerwiegende Folgen für die Menschen im Iran, in der Region und darüber hinaus“ haben würde. Staatsführer aus aller Welt riefen Israel und Iran zur Mäßigung und Zurückhaltung auf.
Am Abend wurden weitere Angriffe im Iran gemeldet, darunter auch Explosionen in Nähe der iranischen Atomanlage Fordo und des Nukleartechnologiezentrums Isfahan. Der Iran verkündete den Start eines Gegenangriffs auf Israel, es seien „Hunderte ballistische Raketen“ abgefeuert worden. In Tel Aviv und Jerusalem waren Explosionen zu hören, israelische Rettungsdienste meldeten mehrere Einschläge und Leichtverletzte. Iranische Behörden meldeten 80 tote Zivilisten und 300 Verletzte.

### 14. Juni
Iran griff Israel über Nacht in mehreren Angriffswellen mit Raketen an. Israel meldete drei Tote und Dutzende Verletzte. Iran meldete den Tod von zwei Generälen, damit erhöhte sich die offiziell bestätigte Zahl der von Israel getöteten iranischen Generäle auf acht. Irans Atomenergiebehörde meldete begrenzte Schäden an der Atomanlage Fordo. Ein erheblicher Teil der Ausrüstungen und Materialien sei vorher ausgelagert worden. Es gebe keine großen Schäden und keine Bedenken wegen Kontaminationen.

### 15. Juni
Reuters meldete, die Anzahl getöteter iranischer Kernphysiker sei auf mindestens 14 angestiegen.
Im Gazastreifen wurden 41 Tote gemeldet, drunter mindestens acht an Verteilstellen der umstrittenen Gaza Humanitarian Foundation. In Den Haag protestierten zehntausende Menschen gegen Israels Vorgehen im Gazastreifen.
Israel ließ verlauten, man habe in der Nacht über 80 Ziele in Teheran angegriffen, darunter das iranische Verteidigungsministerium und das Hauptquartier des militärischen Atomprojekts SPND. Der israelische Präsident Izchak Herzog erklärte: „Unser Ziel ist es, die Realität im Nahen Osten zu verändern.“ Bei einem Besuch in Bat Jam, wo mehrere Menschen bei iranischen Raketenangriffen getötet worden waren, sagte er: „Es kann nicht sein, dass das Reich des Bösen weiterhin angreift, seine Stellvertreter, seinen Terror und seine Raketen schickt und natürlich nukleare Kapazitäten entwickelt, die die gefährlichste Fähigkeit für die Menschheit darstellen.“ Deshalb verteidige Israel nicht nur sich selbst, „sondern den Nahen Osten, die Menschheit selbst und den Weltfrieden“.

### 16. Juni
An den Verteilungszentren für humanitäre Hilfsgüter fielen erneut Schüsse. Mindestens 38 Palästinenser seien dabei im Süden des Gazastreifens getötet worden, teilte das von der militant-islamistischen Hamas kontrollierte Gesundheitsministerium mit. Augenzeugen berichteten gegenüber Associated Press, israelische Soldaten hätten Schüsse abgefeuert, um die Menschenmenge unter Kontrolle zu bringen.
Der UN-Hochkommissar für Menschenrechte, Volker Türk, forderte die internationale Gemeinschaft auf, aufzuwachen und zu sehen, was in Gaza geschehe. „Alle, die Einfluss haben, müssen maximalen Druck auf Israel und die Hamas ausüben, um diesem unerträglichen Leid ein Ende zu setzen“, sagte Türk bei einer Sitzung des UN-Menschenrechtsrats. Ein nachhaltiger Frieden erfordere die Umsetzung der Zweistaatenlösung. Türk kritisierte Israel erneut scharf. „Israels Mittel und Methoden der Kriegsführung fügen den Palästinensern im Gazastreifen entsetzliches, unvorstellbares Leid zu“, sagte Türk. Er warf Mitgliedern der israelischen Regierung „beunruhigende, entmenschlichende Rhetorik“ sowie die Blockierung humanitärer Hilfe vor und verlangte eine Untersuchung der Todesfälle, die sich in den letzten Tagen an den Verteilstellen für Lebensmittel ereignet hatten.
Israel meldete insgesamt 24 Tote durch iranische Angriffe seit dem 13. Juni. Allein seit Mitternacht sei die Zahl der Toten um elf gestiegen, darunter vier Tote in Petach Tikwa und drei in Haifa.
Iran meldete über 220 Tote durch israelische Angriffe. Die iranische Regierung drohte mit dem Ausstieg aus dem Atomwaffensperrvertrag, der den Verzicht auf Atomwaffen und regelmäßige Inspektionen vorschreibt; man lehne die Entwicklung von Massenvernichtungswaffen jedoch weiterhin ab. Der iranische Präsident wies ferner darauf hin, man habe gemäß dem Atomwaffensperrvertrag ein Recht auf zivile Nutzung von Kernenergie und Forschung; dies schließe auch das Recht auf Urananreicherung für zivile Zwecke ein. Nach Ansicht der westlichen Mächte gibt es allerdings keine zivile Rechtfertigung für die im Iran vorgenommene Urananreicherung auf bis zu 60 Prozent, die nicht weit von der zum Bau einer Atombombe notwendigen Anreicherung auf 90 Prozent entfernt sei. Israel hat den Atomwaffensperrvertrag nicht unterzeichnet, doch es wird allgemein angenommen, dass es als einziges Land im Nahen Osten über Atomwaffen verfügt. Das wird von Israel weder dementiert noch bestätigt.
Iran und Israel weiteten ihre Angriffsziele auf Öl- und Gasanlagen des jeweils gegnerischen Landes aus. Auch der staatliche Fernsehsender in Iran wurde während einer laufenden Nachrichtensendung angegriffen.

### 17. Juni
Israelische Panzer eröffnen das Feuer auf Nahrung suchenden Menschen in einer Straße in Chan Yunis. Sanitäter gaben an, dass bei dem Vorfall mindestens 59 Menschen getötet und 221 verletzt wurden, mindestens 20 von ihnen schwer. Von Reuters befragte Zeugen gaben an, Panzer hätten mindestens zwei Granaten auf Tausende Menschen abgefeuert, die sich auf der Hauptstraße durch Chan Yunis versammelt hatten, in der Hoffnung, von Hilfslastwagen Lebensmittel zu erhalten. Das israelische Militär bestätigte den Beschuss. Der Vorfall war der jüngste in einer Reihe fast täglicher Massentötungen von Palästinensern, die Nahrung suchten, in den drei Wochen, seit Israel die fast drei Monate lang verhängte Blockade des Gebiets teilweise aufgehoben hatte. Sanitäter gaben an, dass mindestens 14 weitere Menschen durch israelische Schüsse und Luftangriffe in anderen Teilen des Gazastreifens getötet wurden, wodurch die Gesamtzahl der Todesopfer am diesem Tag auf mindestens 73 stieg.
CNN berichtete, laut den US-Geheimdiensten sei Iran aktuell nicht bemüht gewesen, eine Atombombe zu bauen – und selbst wenn, wäre das Land etwa drei Jahre davon entfernt gewesen, eine solche Waffe zu bekommen. Die israelische Regierung und US-Präsident Trump dagegen bestanden darauf, der Iran sei „sehr nah dran“ gewesen, eine Atombombe zu entwickeln; Trump widersprach dabei seiner eigenen Geheimdienstkoordinatorin der 18 US-Nachrichtendienste Tulsi Gabbard und erklärte: „Es ist mir egal, was sie gesagt hat.“
Auf seiner Plattform Truth Social schrieb Trump: „Wir haben jetzt die vollständige und totale Kontrolle über den Himmel über dem Iran“ und drohte indirekt dem iranischen Staatsoberhaupt Ali Chamenei: „Wir wissen genau, wo sich der sogenannte ,Oberste Führer‘ versteckt hält. Er ist ein leichtes Ziel.“ Momentan sei Chamenei dort jedoch noch sicher: „Wir werden ihn nicht ausschalten (töten!), zumindest nicht im Moment.“ Trump warnte Iran davor, weitere Raketen abzufeuern und erklärte: „Unsere Geduld geht langsam zu Ende.“ In einem weiteren Post schrieb Trump „Bedingungslose Kapitulation!“ in Großbuchstaben.
Israel teilte mit, dass iranische Raketen zum ersten Mal seit Beginn des Krieges militärische Ziele getroffen hätten. Ein Militärbeamter lehnte es ab, sich zu den getroffenen Zielen zu äußern, betonte aber, dass die Fähigkeiten der israelischen Streitkräfte durch den jüngsten Angriff Teherans nicht eingeschränkt wurden. Iran behauptete, das Hauptquartier des Mossad getroffen zu haben, und Aufnahmen zeigten von einem hohen Gebäude aufsteigende Rauchwolken; aufgrund der israelischen Zensurbestimmungen war es Journalisten nicht möglich, den Wahrheitsgehalt der iranischen Angaben zu überprüfen.
In den sozialen Medien gepostete Videos zeigten Warteschlangen für Kraftstoff und stockenden Verkehr, während Menschen versuchten, die iranische Hauptstadt Teheran, eine 15-Millionen-Metropole, zu verlassen.

### 18. Juni
Irans Oberster Führer Ali Chamenei wies die Forderung der USA nach einer Kapitulation zurück.
Das Wall Street Journal berichtete unter Berufung auf einen US-Regierungsvertreter, Israel sei zunehmend von Engpässen bei der Verfügbarkeit seiner Arrow-Abfangraketen betroffen.
Das Presseamt der israelischen Regierung veröffentlichte aktualisierte Zensurrichtlinien zur Berichterstattung über erlittene Raketen- und Drohnenangriffe. Die Anordnung verlangt, dass „jede Person, die Drucksachen oder eine Veröffentlichung über den Ort eines Einschlags oder eines Treffers durch feindliches Kriegsmaterial, einschließlich Raketen jeglicher Art und Drohnen, in den Medien oder online (einschließlich sozialer Medien, Blogs und Chats usw.) druckt oder veröffentlicht“, diese vorher der Militärzensur zur Genehmigung vorlegen muss. Dies gelte sowohl für in Israel als auch im Ausland veröffentlichte Medien.
Die iranische Regierung reduzierte die Zugänglichkeit des Internets. Israel missbrauche das Kommunikationsnetzwerk des Landes für militärische Zwecke. Netblocks meldete basierend auf Echtzeitdaten einen fast vollständigen nationalen Internet-Blackout.

### 19. Juni
Bei einem iranischen Raketenangriff wurde das Soroka-Krankenhaus in Beʾer Scheva beschädigt; iranische Staatsmedien erklärten, der Angriff habe Militär- und Geheimdiensteinrichtungen im benachbarten Gav-Yam Technology Park gegolten. Auch Wohngebäude und Bildungseinrichtungen in Tel Aviv und Umgebung wurden getroffen. Das israelische Militär flog Luftangriffe gegen Einrichtungen in Teheran sowie Anlagen des iranischen Atomprogramms in Natans und nahe Arak (IR-40). Iranische Stellen meldeten die Festnahme von 18 Personen, denen vorgeworfen wurde, Drohnen für Israel gebaut zu haben.
Der Europarat forderte im Zusammenhang mit Gaza die Einhaltung der Meinungsfreiheit in Deutschland. In einem Brief an den deutschen Innenminister Alexander Dobrindt äußerte Menschenrechtskommissar Michael O’Flaherty Besorgnis über „exzessive Polizeigewalt gegen Demonstranten, einschließlich Minderjährige“ und andere Einschränkungen und warnte vor Missbrauch der Antisemitismus-Definition, „um Meinungsfreiheit und legitime Kritik zu unterdrücken, einschließlich solche am Staat Israel“. Laut dem Europäischen Gerichtshof für Menschenrechte sei die Einschränkung politischer Debatten nur in engen Grenzen zulässig.
Der israelische Verteidigungsminister Israel Katz erklärte, der politische und religiöse Führer des Irans Ali Chamenei dürfe nicht länger existieren. Die israelischen Streitkräfte seien „angewiesen und wissen, dass dieser Mann absolut nicht länger existieren darf, damit sie alle ihre Ziele erreichen“.
Der Iran bestätigte, dass Außenminister Abbas Araghtschi sich am 20. Juni mit seinen Kollegen aus Deutschland, Frankreich und Großbritannien und der EU-Außenbeauftragten Kaja Kallas in Genf zu Gesprächen treffen werde.
114 Menschenrechtsorganisationen und Gewerkschaften – darunter Amnesty International und Human Rights Watch – forderten angesichts mutmaßlicher schwerer Menschenrechtsverletzungen im Gaza-Krieg und in den besetzten palästinensischen Gebieten die Aussetzung des EU-Assoziationsabkommens mit Israel.
Bei israelischen Angriffen im Gazastreifen kamen laut Angaben des von der Hamas kontrollierten Zivilschutzes mindestens 76 Menschen ums Leben, mindestens 12 davon wurden laut eines von Agence France-Presse interviewten Augenzeugen getötet, während sie auf Hilfslieferungen warteten. Die private Stiftung GHF sagte, es habe keinerlei solche Zwischenfälle gegeben.

### 21. Juni
Die NGO World Central Kitchen durfte zum ersten Mal nach einer sechswöchigen Zwangspause zubereitete Mahlzeiten im Gazastreifen verteilen.

### 22. Juni
Die US-Luftwaffe griff die iranischen Atomanlagen in Natanz, Fordo und Isfahan an. Sechs Northrop B-2 warfen insgesamt zwölf GBU-57 auf die Atomanlage Fordo. Zwei weitere GBU-57 wurden von einer B-2 auf die Atomanlage in Natanz abgeworfen. Ein U-Boot schoss zudem 30 Tomahawk-Marschflugkörper auf die Anlagen Natanz and Isfahan.
Über die Auswirkungen der Angriffe sind keine gesicherten Informationen öffentlich. Satellitenaufnahmen zeigen sechs Einschlagskrater an der Anlage in Fordo. Quellen aus dem Iran zufolge wurde der größte Teil des hochangereicherten Urans noch vor dem US-Angriff im Auftrag der Iranischen Regierung an einen ungenannten Ort gebracht. Satellitenbilder der Firma Maxar Technologies zeigen Experten zufolge „ungewöhnliche Aktivitäten“ in Fordo wenige Tage vor dem Angriff.

### 23. Juni
Jonathan Whittall, Gaza-Beauftragter des Amtes der Vereinten Nationen für die Koordinierung humanitärer Angelegenheiten, warf Israel eine systematische Vernichtung von Zivilisten im Gazastreifen im Schatten des Israelisch-iranischen Kriegs vor. Israelisches Militär habe wiederholt das Feuer auf Menschen eröffnet, die Lebensmittel in Empfang nehmen wollten. Der Versuch zu überleben werde vielfach mit einem „Todesurteil“ bestraft. Seit Aufhebung der israelischen Versorgungsblockade vor einem Monat würden „fast täglich“ Menschen auf der Suche nach Nahrung getötet, so Whittall.
Nach Angaben des Kinderhilfswerks UNICEF werden seit Jahresbeginn im Schnitt jeden Tag 112 Kinder wegen Unterernährung eingeliefert. Es gebe nicht genug Trinkwasser, Pumpen hätten keinen Treibstoff. Manche Brunnen seien wegen der Gefahrenlage unerreichbar. Abwasser laufe auf die Straßen, Krankheiten breiteten sich aus. Auch den verbliebenen medizinischen Einrichtungen fehle es am Nötigsten.

### 27. Juni
Die israelische Zeitung Haaretz berichtete, israelische Offiziere und Soldaten hätten laut eigener Aussage Befehle erhalten, auf unbewaffnete Menschenmengen in der Nähe von Lebensmittelverteilungsstellen in Gaza zu schießen, auch wenn keine Bedrohung vorlag. Hunderte von Palästinensern wurden getötet, was die Militärstaatsanwaltschaft dazu veranlasste, eine Untersuchung über mögliche Kriegsverbrechen zu fordern. Der israelische Premierminister Benjamin Netanjahu und Verteidigungsminister Israel Katz wiesen die Behauptungen zurück und verglichen sie mit der Ritualmordlegende. Ein israelischer Soldat sprach laut Haaretz von einem „völligen Zusammenbruch der ethischen Grundsätze der israelischen Streitkräfte im Gazastreifen“.
Die Hilfsorganisation Ärzte ohne Grenzen beschrieb die Hilfs-Verteilstellen der umstrittenen Gaza Humanitarian Foundation als Todesfallen. Das von Israel und den USA unterstützte Verteilprogramm im Gazastreifen sei ein „als humanitäre Hilfe getarntes Massaker“, erklärte die Organisation. Seit Beginn des Verteilprogramms Ende Mai seien mindestens 500 Hilfesuchende getötet und knapp 4.000 verletzt worden, das medizinische Personal sehe einen starken Anstieg von Patienten mit Schussverletzungen.

### 30. Juni
Das wegen seines guten Internetzugangs besonders von Journalisten frequentierte Al-Baqa-Café an der Strandpromenade von Gaza Stadt wurde von einem israelischen Luftschlag getroffen. Die Bombardierung kam ohne Vorwarnung für die Zivilbevölkerung, das Hafengebiet, in dem sich das Strandcafé befand, war von keinem der Evakuierungsbefehle der IDF erfasst, die vor bevorstehenden Militäroperationen warnten. Die britische Zeitung The Guardian veröffentlichte eine Analyse der Munitionsfragmenten, die in den Trümmern des Al-Baqa-Cafés gefunden wurden. Diese stimmen mit einer 230 kg schweren US-amerikanischen MK-82-Bombe überein. Gerry Simpson von Human Rights Watch sagte: „Das israelische Militär hat nicht genau gesagt, wen es ins Visier nahm, aber es gab an, Luftüberwachung eingesetzt zu haben, um zivile Opfer zu minimieren. Das bedeutet, dass es wusste, dass das Café zu diesem Zeitpunkt voller Gäste war.“ Er erklärte weiter: „Der Einsatz einer Waffe dieser Größe in einem offensichtlich überfüllten Café stellt einen rechtswidrigen, unverhältnismäßigen oder wahllosen Angriff dar und sollte als Kriegsverbrechen untersucht werden.“ Bei dem Luftangriff wurden mindestens 41 Menschen getötet und 75 weitere verletzt. Berichten zufolge handelte es sich bei den meisten Opfern um Frauen und Kinder. Unter den Getöteten waren Ismail Abu Hatab, Fotojournalist, Filmemacher und Gründer von „C-light TV“ und „BYPA – By Palestine“ und Amina al-Salmi, genannt Frans, Malerin und Mitglied der NGO „Reviving Gaza“, die Vertriebenen in der Gaza-Enklave hilft.

## Juli 2025

### 1. Juli
Nach wiederholten Berichten über tödliche Vorfälle an Lebensmittelverteilungszentren im Gazastreifen forderten 169 Hilfsorganisationen, darunter Amnesty International, Ärzte ohne Grenzen, Oxfam, Caritas-Organisationen, Pax Christi und israelische Menschenrechtsorganisationen, die Einstellung von Hilfsmaßnahmen durch die umstrittene Privatstiftung Gaza Humanitarian Foundation (GHF). Die Palästinenser im Gazastreifen stünden „vor einer unmöglichen Wahl: verhungern oder riskieren, erschossen zu werden, während sie verzweifelt versuchen, Essen für ihre Familien zu beschaffen“, hieß es in einer gemeinsamen Erklärung, in der Israel vorgeworfen wurde, Nahrung als Waffe einzusetzen. Die Organisationen forderten eine Rückkehr zum Hilfeleistungssystem der Vereinten Nationen.
Francesca Albanese, UN-Sonderberichterstatterin für die besetzten Gebiete Palästinas, veröffentlichte einen Bericht, der mehr als 60 Unternehmen eine Mitschuld am Gazakrieg vorwirft. Sie schreibt von einem „lukrativen Völkermord“, da die Unternehmen durch diesen „Völkermord“ und durch die Unterstützung illegaler israelischer Siedlungen Gewinne erzielt hätten. Sie hätten eine Schlüsselrolle bei der Unterdrückung der palästinensischen Wirtschaft gespielt. Aufgeführt werden Firmen wie Lockheed Martin, Leonardo, Alphabet, Amazon, Microsoft, Palantir, IBM, Caterpillar und Hyundai. Aus Deutschland ist nur die Technische Universität München aufgeführt, weil sie rund elf Millionen Euro Fördermittel für die Kooperation mit israelischen Partner-, Militär- und Technologieunternehmen bekommen habe. Albanese forderte, Führungskräfte dieser Firmen für Menschenrechtsverletzungen zur Rechenschaft zu ziehen, und verwies als Präzedenzfall auf den Prozess gegen die Führung von I.G. Farben nach den Zweiten Weltkrieg.

### 2. Juli
Der Direktor des Indonesischen Krankenhauses, Marwan Sultan, wurde bei einem israelischen Luftangriff in Gaza-Stadt getötet. Er war einer der letzten verbleibenden Kardiologen im Gazastreifen.

### 3. Juli
Sowohl die palästinensische Nachrichtenagentur Wafa als auch das Gesundheitsministerium von Palästina und die Associated Press (AP) meldeten, dass innerhalb eines Tages 45 bis 94 Menschen, von denen viele auf die Ankunft von Lastwagen mit Nahrungsmittelrationen gewartet haben, bei israelischen Angriffen im Gazastreifen getötet worden seien. Das israelische Militär teilte mit, die Luftwaffe habe rund 150 terroristische Ziele im gesamten Gazastreifen angegriffen.
Amnesty International hat eigenen Angaben zufolge Beweise, die belegen sollen, dass Israel und die sogenannte Gaza Humanitarian Foundation vorsätzlich eine tödliche Hungersnot herbeiführten. Der israelische Außenminister wies dies zurück mit der Begründung, dass Amnesty International sich „mit der Hamas verbündet“ habe und „alle ihre Propagandalügen vollständig übernommen“ habe.
AP veröffentlichte von Verteilstellen aufgenommene Videoaufnahmen, die von privaten US-amerikanischen Sicherheitsdienstleistern an AP geleakt wurden und den Einsatz von scharfer Munition, Rauchmunition und Blendgranaten zeigen.

### 4. Juli
Eine Korrespondentin der Deutschen Welle und ihr Kameramann wurden bei Sindschil nördlich von Ramallah von radikalen israelischen Siedlern mit Steinen beworfen. Sie konnten sich unverletzt in ihr Auto retten, wobei ihr Auto stark beschädigt wurde.

### 5. Juli
112 BBC-Mitarbeiter und mehr als 300 weiteren Medienschaffenden aus Großbritannien, darunter Schauspielerin Miriam Margolyes, Regisseur Mike Leigh und Autor Owen Jones, unterzeichneten einen Offenen Brief, in dem der BBC eine einseitige Berichterstattung über den Gazakrieg vorgeworfen wurde. Die BBC sei zum „Sprachrohr“ der israelischen Regierung geworden. Zuvor hatte die BBC-Leitung den Film „Gaza: Medics Under Fire“ über gezielte Angriffe der israelischen Armee auf medizinisches Personal nicht ausgesendet.

### 6. Juli
Der Frachter Magic Seas wurde von Huthi mit Kleinbooten mit Panzerfäusten und anderen Waffen angegriffen. Sicherheitskräfte an Bord erwiderten das Feuer. Wasser drang in den Frachter ein. Ein vorbeifahrendes Schiff nahm die Besatzung auf.

### 7. Juli
Israels Luftwaffe und Marine griff die Häfen von al-Hudaida, Ras Isa und Salif, ferner das Kraftwerk in Ras Al-Kathib im Jemen an. Im Hafen Ras Isa wurde auch der Frachter Galaxy Leader angegriffen, den die Huthi im November 2023 gekapert hatten. Die Huthi sollen ein Radarsystem auf dem Schiff installiert haben und damit den Schiffsverkehr kontrollieren. Die Huthis schossen wenige Stunden nach den Angriffen zwei Raketen auf Israel.
Der israelische Verteidigungsminister Israel Katz wies die israelischen Streitkräfte an, einen Plan zur Errichtung eines Lagers auf den Ruinen von Rafah auszuarbeiten, in der letztendlich die gesamte Bevölkerung des Gazastreifens untergebracht werden sollte. Laut Katz sah der Plan zunächst vor, 600.000 Palästinenser, vor allem aus dem Gebiet al-Mawasi, nach einer Sicherheitsprüfung in die neue Zone umzusiedeln. Einmal dort angekommen, dürften die Bewohner die Zone dann nicht mehr verlassen, sagte der Verteidigungsminister. Das neue Lager solle während einer 60-tägigen Feuerpause entstehen, über die derzeit verhandelt werde und werde auch dazu dienen, einen radikalen Emigrationsplan für die Palästinenser umzusetzen. Amos Goldberg, Holocaust-Professor an der Hebräischen Universität Jerusalem, sagte, Katz habe klare Pläne für die ethnische Säuberung Gazas vorgelegt sowie für die Schaffung „eines Konzentrationslagers oder Durchgangslagers für Palästinenser, bevor sie vertrieben werden“. Es sei weder humanitär noch eine Stadt: „Eine Stadt ist ein Ort, an dem man arbeiten, Geld verdienen, Kontakte knüpfen und sich frei bewegen kann. Es gibt Krankenhäuser, Schulen, Universitäten und Büros. Das ist nicht das, was sie vorhaben. Es wird kein lebenswerter Ort sein, genauso wie die ‚Sicherheitszonen‘ jetzt unbewohnbar sind.“ Der israelische Menschenrechtsanwalt Michael Sfard sprach von einem Verbrechen gegen die Menschlichkeit.

### 8. Juli
Die Huthi griffen mit kleinen Booten den unbeladenen griechischen Frachter Eternity C unter liberischer Flagge, mit 22 Besatzungsmitgliedern, an. Trotz privater Sicherheitskräfte an Bord kam es zu schweren Schäden am Frachter, sein Antrieb fiel aus. Der Frachter habe Schlagseite. Zwei Besatzungsmitglieder wurden schwer verletzt. Neuere Berichte melden zwei Tote und zwei weiter vermisste Besatzungsmitglieder. Die Besatzung wurde angewiesen das Schiff zu verlassen, obwohl die Rettungsboote zerstört wurden. Ein deutsches Aufklärungsflugzeug meldete einen Laserangriff durch ein chinesisches Kriegsschiff über dem Rotem Meer. Der Botschafter Chinas wurde vom Auswärtigen Amt einbestellt. Die US-Botschaft im Jemen gab bekannt, die Rebellen hätten viele der überlebenden Seeleute gekidnappt. Nur zehn Besatzungsmitglieder wurden geborgen. Die Eternity C sank.
Zum zweiten Mal innerhalb weniger Tage griffen israelische Siedler das christliche Dorf Taybeh im Westjordanland an. Sie legten Brände an Autos, Gebäuden und Olivenhainen.

### 11. Juli
Die UNO erklärte, es seien seit Ende Mai fast 800 Hilfe suchende Menschen in der Nähe von Verteilzentren im Gazastreifen getötet worden, die meisten durch Schussverletzungen.

### 13. Juli
Bei einem Drohnenangriff in der Nähe einer Ausgabestelle für Trinkwasser wurden acht Menschen getötet, darunter sechs Kinder, meldete Reuters basierend auf Aussagen eines Arztes. Die israelische Armee sprach von einer „technischen Fehlfunktion“. Die Angriffe hätten einem Mitglied des Islamischen Dschihad gegolten, hätten das Ziel aber um Dutzende Meter verfehlt.
Gemeinden im mittleren und südlichen Gazastreifen kündigten an, sie würden wegen Treibstoffmangels die kommunalen Dienstleistungen einstellen. Dies betreffe den Betrieb von Brunnen, Kläranlagen und Müllfahrzeugen.

### 14. Juli
Der ehemalige israelische Ministerpräsident Ehud Olmert warf Israel Kriegsverbrechen vor. Besonders kritisch äußerte er sich über das von der israelischen Regierung geplante Lager für Hunderttausende Palästinenser, das diese dann nur zur Auswanderung aus Gaza verlassen dürften: „Es ist ein Konzentrationslager, tut mir leid“, sagte Olmert und beschrieb das Vorhaben als eine Form ethnischer Säuberung. Olmert wurde von anderen israelischen Politikern scharf für seine Äußerungen kritisiert, er verbreite Hass und Antisemitismus in der Welt, sagte der israelische Minister für Kulturerbe, Amihai Eliyahu. Der Plan führte israelischen Medienberichten zufolge auch zu Streit zwischen Eyal Zamir, dem Chef des israelischen Militärs, und Ministerpräsident Benjamin Netanjahu. Oppositionsführer Jair Lapid schrieb auf der Plattform X, Netanjahu lasse seine rechtsextremen Koalitionspartner mit „extremen Wahnvorstellungen durchdrehen“, um seine Regierungskoalition am Leben zu erhalten. Der rechtsextreme Minister für nationale Sicherheit Itamar Ben-Gvir, der für die Entvölkerung des Gazastreifens ist und einen dauerhaften Waffenstillstand mit der Hamas ablehnt, sagte in einer Erklärung, dass der Umsiedlungsplan wahrscheinlich nicht in Kraft treten werde und von seinen Kollegen lediglich propagiert worden sei, um es ihm leichter zu machen, ein Waffenstillstandsabkommen zu akzeptieren. „Die Debatte um die Einrichtung einer humanitären Stadt ist im Grunde nur eine Public-Relations-Maßnahme, um das ausgearbeitete Abkommen zu verschleiern“, sagte Ben-Gvir. PR-Maßnahmen seien kein Ersatz für einen „absoluten Sieg“.
Die syrische Übergangsregierung um Mohammed al-Baschir entsandte Regierungssoldaten nach Suwaida. Zuvor war es im Gouvernement as-Suwaida zu Kämpfen zwischen Drusen und Beduinen gekommen, bei denen dutzende Personen starben. Allerdings ergriffen die syrischen Regierungssoldaten, die vor dem Sturz des Assad-Regimes zur islamistischen HTS gehört hatten, Partei für die Beduinen, da sie als sunnitische Islamisten die Drusen als Häretiker und Ungläubige betrachten.

### 15. Juli
Angehörige der israelischen Drusen überquerten die Grenze zu Syrien, um an den dortigen in der Vorwoche ausgebrochenen Kämpfen zwischen Drusen und Beduinen und syrischen Soldaten teilzunehmen, in deren Folge hunderte Menschen gestorben waren. Zugleich wurde berichtet, dass syrische Drusen versuchten, nach Israel zu gelangen, um dort Schutz zu suchen. Laut der israelischen Zeitung Haaretz versuchte Israels Militär, hunderte Durchbrüche auf beiden Seiten der syrisch-israelischen Grenzregion zu verhindern.

### 16. Juli
Die israelischen Streitkräfte (IDF) bombardierten sowohl nach eigenen Angaben als auch nach verschiedenen Medienberichten das syrische Verteidigungsministerium bzw. das Hauptquartier des syrischen Generalstabs sowie ein Ziel nahe des syrischen Präsidentenpalastes. Die Türkei kritisierte Israels Angriffe gegen den syrischen Staat.
In der südsyrischen Stadt Suwaida setzten sich die Kämpfe zwischen Milizen der Drusen und den syrischen Regierungssoldaten fort. Dies geschah nur wenige Stunden, nachdem beide Seiten eine Waffenruhe vereinbart hatten. Israels Verteidigungsminister Israel Katz forderte die syrische Regierung zum Truppenabzug aus der Region as-Suwaida auf. Andernfalls, bei einem Fortsetzen der Kämpfe gegen die Drusen, würde Israel seine Angriffe auf die syrischen Streitkräfte weiter intensivieren.
Am selben Tag verlor die Regierung Netanjahu VI im israelischen Parlament ihre einfache Mehrheit, nachdem die Schas-Partei aus der Regierung ausstieg. Die Times of Israel berichtete, die Schas-Partei sei jedoch nicht aus der Koalition ausgetreten und fordere keine Neuwahlen, so dass Netanjahus Regierung weiterhin im Amt bleiben könne.
Im Süden des Gazastreifens kamen mindestens 20 Palästinenser bei einer Massenpanik in Nähe einer Lebensmittelverteilungsstelle der von den USA unterstützten Gaza Humanitarian Foundation (GHF) ums Leben. Laut palästinensischen Gesundheitsbehörden und Zeugen hatte GHF-Wachpersonal Tränengas sowie Pfefferspray gegen hungrige Menschenmengen eingesetzt. Die GHF bestätigte die Todesfälle, neunzehn Menschen seien „bei einem chaotischen und gefährlichen Ansturm“ erdrückt und einer erstochen worden. Zum Einsatz von Pfefferspray oder Tränengas gab die GHF keinen Kommentar.

### 17. Juli
Der britische Guardian' veröffentlichte eine Recherche, der zufolge das europäische Rüstungsunternehmen MBDA Schlüsselkomponenten für tausende an Israel gelieferte GBU-39-Bomben gefertigt habe. Diese seien bei mehreren Luftangriffen eingesetzt worden, bei denen Untersuchungen zufolge palästinensische Kinder und andere Zivilisten getötet wurden.
Die Syrische Beobachtungsstelle für Menschenrechte berichtete von Massakern durch syrische Regierungstruppen an 83 drusischen Zivilisten in Südsyrien.
Durch israelischen Beschuss der einzigen katholischen Kirche im Gazastreifen kamen drei Menschen ums Leben. Ministerpräsident Netanjahu äußerte nach einem Anruf von US-Präsident Donald Trump Bedauern. Das Lateinische Patriarchat beschrieb den Angriff auf einen „heiligen Ort, der rund 600 Vertriebene beherbergte, darunter vorwiegend Kinder“ als „eklatante Verletzung der Menschenwürde“. Die Kirche habe als Zufluchtsstätte für Menschen gedient, denen der Krieg bereits „ihre Häuser, Habseligkeiten und Würde“ genommen habe.

### 19. Juli
Mindestens 32 Menschen wurden laut Berichten von Zeugen und Krankenhausmitarbeitern getötet und mehr als 100 verletzt, als israelische Truppen an zwei Verteilerstationen für Hilfsgüter im südlichen Gazastreifen das Feuer auf Palästinenser eröffneten.
In der südsyrischen Region Suwaida kam es trotz Anordnung einer Waffenruhe durch die syrische Regierung weiterhin zu Kämpfen zwischen Drusen und Beduinen. Die Zahl der Todesopfer in dem seit einer Woche anhaltenden Konflikt überstieg 900.

### 20. Juli
Das israelische Militär tötete laut dem von der Hamas geführten Gesundheitsministerium mindestens 67 Menschen, die im nördlichen Gazastreifen auf UN-Hilfslieferungen warteten. Das Welternährungsprogramm der Vereinten Nationen teilte mit, sein Konvoi mit 25 Lastwagen sei „auf eine große Menge hungriger Zivilisten gestoßen, die unter Beschuss gerieten“, kurz nachdem er Israel verlassen und Kontrollpunkte passiert hatte. Die israelischen Verteidigungskräfte erklärten, sie hätten „Warnschüsse“ abgegeben, um „eine unmittelbare Bedrohung“ zu beseitigen, und bestritten die Zahl der gemeldeten Todesopfer. Viele der Verletzten wurden in das Schifa-Krankenhaus in Gaza-Stadt gebracht; dessen ärztlicher Direktor erklärte gegenüber BBC Arabic, das Krankenhaus sei „überfordert“ gewesen und habe die Verwundeten an andere Feldkrankenhäuser weitergeleitet. Eine Frau erklärte gegenüber BBC Arabic, dass „die gesamte Bevölkerung stirbt. Die Kinder sterben vor Hunger, weil sie nichts zu essen haben. Die Menschen leben von Wasser und Salz ... nur Wasser und Salz.“
Papst Leo XIV. verurteilte die „Barbarei“ des Krieges in Gaza. Dem unverhältnismäßigen Gewalteinsatz und der gewaltsamen Vertreibung der Bevölkerung müsse Einhalt geboten werden. Beim Mittagsgebet sagte er zudem: „Ich empfinde tiefen Schmerz über den Angriff israelischer Streitkräfte auf die katholische Kirche in Gaza-Stadt.“ Der Beschuss sei „nach vielen, kontinuierlichen militärischen Angriffen gegen die Zivilbevölkerung und gegen religiöse Stätten in Gaza“ erfolgt.

### 21. Juli
Israel startete umfangreiche Luftangriffe und eine Bodenoperation in Deir al-Balah, dem wichtigsten Zentrum für humanitäre Hilfe im Gazastreifen. Die Weltgesundheitsorganisation (WHO) meldete, dass Lagerhäuser des zentralen Warenlagers der WHO für Gaza und eine Mitarbeiterunterkunft in Deir al-Balah gestürmt wurden. Frauen und Kinder der Mitarbeiter zwang die IDF, zu Fuß, während laufender Kampfhandlungen, nach Al-Mawasi zu ziehen. Männliche WHO-Mitarbeiter und männliche Angehörige legte die Soldaten zunächst in Handschellen. Ein Mitarbeiter sei in israelischer Haft. Auch die anderen Lager der WHO seien nicht mehr in Betrieb.
25 Staaten forderten in einer gemeinsamen Erklärung das sofortige Ende des Krieges im Gazastreifen. Das Leiden der dortigen Zivilbevölkerung habe ein noch nie dagewesenes Ausmaß erreicht. Das Hilfeverteilungsmodell der israelischen Regierung sei gefährlich, schüre Instabilität und beraube die Bewohner des Gazastreifens ihrer Menschenwürde. Pläne, die palästinensische Bevölkerung in eine „humanitäre Stadt“ umzusiedeln, seien völlig inakzeptabel. Eine dauerhafte Zwangsumsiedlung sei ein Verstoß gegen das humanitäre Völkerrecht, Schritte in Richtung territorialer oder demografischer Veränderungen in den besetzten palästinensischen Gebieten würden entschieden abgelehnt. In der Zwischenzeit sei der Siedlungsbau im gesamten Westjordanland, einschließlich Ostjerusalem, beschleunigt worden, während die Gewalt der Siedler gegen Palästinenser stark zugenommen habe. Dies müsse aufhören. Die Erklärung wurde von den Außenministern Australiens, Belgiens, Dänemarks, Estlands, Finnlands, Frankreichs, Irlands, Islands, Italiens, Japans, Kanadas, Lettlands, Litauens, Luxemburgs, Neuseelands, der Niederlande, Norwegens, Österreichs, Polens, Portugals, Schwedens, der Schweiz, Sloweniens, Spaniens und des Vereinigten Königreichs sowie von der EU-Kommissarin für Gleichstellung, Vorsorge und Krisenmanagement unterzeichnet. Deutschland schloss sich der Erklärung nicht an. Israels Außenministerium wies die Erklärung als „realitätsfern“ zurück.
Die IDF führte einen Luftangriff auf al-Hudaida im Jemen durch. Angeblich wurden „Pionierfahrzeuge, Treibstoffbehälter, Schiffe, vom Iran gelieferte Waffen“ getroffen. Von Seiten der Huthi wurde der Angriff bestätigt. Der Kai des Hafens sei zerstört worden.

### 22. Juli
Der Erklärung von 25 Staaten und der EU-Kommissarin für Gleichstellung und Krisenmanagement Hadja Lahbib schlossen sich noch Griechenland, Zypern und Malta an. Die deutsche Entwicklungsministerin Reem Alabali Radovan sagte: „Ich hätte mir gewünscht, dass Deutschland sich dem Signal der 29 Partner anschließt. Was gerade in Gaza passiert, ist unfassbar. Unschuldige Kinder sterben. Menschen hungern.“ Ferner äußerte sie: „Das Völkerrecht muss eingehalten werden. Lassen Sie Hilfslieferungen ungehindert durch! Erlauben Sie sichere humanitäre Korridore und den ungehinderten Zugang für die UN und humanitäre Organisationen!“ Die SPD-Politiker Adis Ahmetovic und Rolf Mützenich drängten ebenfalls auf einen Kurswechsel der Regierung; es sei „an der Zeit, dass sich die Bundesregierung den Initiativen auf europäischer Ebene anschließt, bestehende Kooperationen wie das Assoziierungsabkommen auf Eis legt und weitere Maßnahmen, wie den Stopp von Waffenexporten an die israelische Regierung, die völkerrechtswidrig eingesetzt werden, durchsetzt.“
Der Chef des UN-Palästinenserhilfswerks (UNRWA), Philippe Lazzarini, teilte mit, UNRWA-Mitarbeiter sowie Ärzte, Krankenpfleger und Journalisten im Gazastreifen litten so sehr unter Hunger und Erschöpfung, dass sie im Dienst ohnmächtig würden.
Das Gesundheitsministerium in Gaza erklärte, 33 Menschen, darunter 12 Kinder, seien in den letzten 48 Stunden im Gazastreifen an Unterernährung gestorben. Der britische Außenminister David Lammy erklärte gegenüber der BBC, er empfinde angesichts der „grotesken“ Situation im Gazastreifen „Entsetzen und Grauen“.

### 23. Juli
111 Hilfsorganisationen, darunter Ärzte ohne Grenzen (MSF), Save the Children und Oxfam, warnten vor der Ausbreitung einer Massenhungersnot im Gazastreifen. Diese habe nun auch ihre eigenen Mitarbeiter erfasst; sie würden nun ebenso wie die Menschen, denen sie helfen, „dahinsiechen“. Die Organisationen forderten die Öffnung der Grenzübergänge und ungehinderte Hilfeleistungen durch UN-Strukturen.
Tedros Adhanom Ghebreyesus, der Generaldirektor der Weltgesundheitsorganisation (WHO), erklärte, der Gazastreifen leide unter einer durch die Blockade von Hilfsgütern herbeigeführten Massenhungerkrise. „Die 2,1 Millionen Menschen, die im Kriegsgebiet Gaza gefangen sind, sehen sich neben Bomben und Kugeln mit einem weiteren Killer konfrontiert: dem Hungertod“, sagte der WHO-Chef. Die Anzahl der durch Unterernährung verursachten Todesfälle steige jeden Tag an. Die Zentren, die Kinder mit akuter Unterernährung aufnehmen, seien seit Mitte Juli überfüllt und hätten nicht genügend Spezialnahrung zur Versorgung der Kinder.
Das israelische Militär bestritt, dass es eine Hungersnot in Gaza gebe, allerdings müsse die humanitäre Lage stabilisiert werden. Ein israelischer Regierungssprecher erklärte, dass es zwar Hunger gebe, aber dass daran nicht Israel schuld sei. Die Hamas versuche, die Verteilung von Hilfsgütern an die Bevölkerung zu verhindern, kapere Hilfstransporte und verkaufe sie zu überhöhten Preisen an Händler weiter und bezahle davon ihre Kämpfer. Ein weiteres Problem sei, dass die Vereinten Nationen Lastwagen mit Nahrungsmitteln, die bereits im Gazastreifen seien, nicht abholten und zu den Menschen brächten. Die UN widersprach dieser Darstellung und wies auf die seltene Erteilung von Erlaubnissen für die Einreise von Hilfstransporten hin; diese hätten von Mitte Mai bis Mitte Juli weniger als 30 Lastwagenlieferungen pro Tag ermöglicht, erforderlich seien aber 600 bis 650 pro Tag.

### 24. Juli
Die Nachrichtenagenturen Associated Press, Reuters, BBC News und Agence France-Presse veröffentlichten einen Brandbrief, in dem sie mitteilen, dass ihre Mitarbeiter im Gazastreifen, die „seit vielen Monaten [...] die Augen und Ohren der Welt vor Ort“ seien, „jetzt mit der gleichen Notlage konfrontiert“ seien, „wie die Menschen, über die sie berichten.“ Ihre Mitarbeiter seien „zunehmend unfähig, sich selbst und ihre Familien zu ernähren.“ Die Medienhäuser fordern die israelischen Behörden in dem Brief auf, eine ausreichende Lebensmittelversorgung für die Menschen vor Ort sicherzustellen und Journalisten beim Gazastreifen die Ein- und Ausreise zu gestatten.
Die USA brachen Verhandlungen über eine Waffenruhe im Gaza-Krieg ab. Das an den Gesprächen beteiligte US-Team werde für Beratungen aus Katar zurückgeholt, kündigte der Nahost-Gesandte Steve Witkoff an. „Während die Vermittler große Anstrengungen unternommen haben, scheint die Hamas nicht koordiniert zu sein oder in gutem Glauben zu agieren“, erklärte Witkoff. „Wir werden jetzt alternative Optionen in Erwägung ziehen, um die Geiseln nach Hause zu bringen und ein stabileres Umfeld für die Menschen von Gaza zu schaffen.“ Auch Israel beorderte sein Team aus Katar zurück.
Der französische Präsident Emmanuel Macron kündigte an, Frankreich werde Palästina bei der Generalversammlung der Vereinten Nationen im September als Staat anerkennen.
In Israel demonstrierten Tausende Menschen gegen die israelische Regierung und für ein Ende des Kriegs sowie die Rückkehr der noch lebenden Geiseln. „Wir stehen vor schwierigen Entscheidungen“, sagte ein Sprecher, dessen Sohn im Krieg getötet worden war. „Wir können den Weg des Krieges, des Hungers und des Todes wählen. Wir müssen uns für das Leben entscheiden.“

### 25. Juli
In einem gemeinsamen Statement riefen der deutsche Bundeskanzler Friedrich Merz, der britische Premierminister Keir Starmer und der französische Staatspräsident Emmanuel Macron dazu auf, die Beschränkungen für humanitäre Hilfslieferungen in den Gazastreifen aufzuheben, die Geiseln der Hamas freizulassen und einen sofortigen Waffenstillstand einzugehen. „Die humanitäre Katastrophe in Gaza, deren Zeugen wir aktuell werden, muss ein sofortiges Ende finden. Den grundlegendsten Bedürfnissen der Zivilbevölkerung, darunter Zugang zu Wasser und Lebensmitteln, muss ohne weitere Verzögerung Rechnung getragen werden. Es ist nicht hinnehmbar, der Zivilbevölkerung lebensnotwendige humanitäre Hilfe vorzuenthalten.“ Die Entwaffnung der Hamas sei unerlässlich, die Hamas dürfe in der Zukunft Gazas keine Rolle spielen. Zudem stelle man sich entschieden gegen alle „Bemühungen, israelische Souveränität über die besetzten palästinensischen Gebiete durchzusetzen. Annexionsdrohungen, Siedlungen und Gewalt von Siedlern gegen Palästinenser untergraben die Aussichten auf eine auf dem Verhandlungsweg erzielte Zweistaatenlösung.“ Zentrale Schritte auf dem Weg zu einer verhandelten Zweistaatenlösung seien auch der Rückzug israelischer Streitkräfte und eine Absetzung der Hamas-Führung. Wenige Stunden später kündigte der britische Premier vor dem Hintergrund der Hungersnot einen Abwurf von Hilfsgütern per Flugzeug über dem Gazastreifen bzw. sogenannte Airdrops an. Dies geschehe in Kooperation mit Jordanien. Starmer gab außerdem bekannt, Kinder aus Gaza zu evakuieren, die dringend medizinische Hilfe benötigen.
Der ehemalige Ministerpräsident Israels, Ehud Olmert, äußerte in einem Interview mit Der Spiegel seine entschiedene Ablehnung gegenüber dem politischen und militärischen Vorgehen Israels unter Premierminister Benjamin Netanjahu. Mit Netanjahus Entscheidung vom 18. März 2025, den Krieg fortzusetzen und eine Waffenstillstandsvereinbarung aufzukündigen, habe Israel die Legitimität für den Krieg verloren; es sei „ein illegitimer Krieg, der aus den persönlichen politischen Interessen des Premierministers geführt wird.“ In der Konsequenz gefährde er damit das Leben von israelischen Soldaten und etwaig noch lebender Geiseln und töte „viele unbeteiligte Palästinenser“. Olmert bezichtigte Netanjahu damit, „täglich gegen den Staat Israel und das israelische Volk“ Verbrechen zu begehen. Laut Olmert habe sich in Israel Widerstand organisiert, dem neben der Zivilgesellschaft auch ehemalige Kommandeure der Streitkräfte, des Mossad und des Inlandsgeheimdiensts angehören würden. Israel habe, so Olmert, mit der Entscheidung Netanjahus auch „die Zustimmung der internationalen Gemeinschaft verloren“. Die deutsche Regierung würde, so Olmert, jedoch „niemals ernsthaften Druck auf Israel ausüben, die Gründe dafür sind allen klar […] Und die Europäer werden sich nicht vorwagen, wenn Washington nichts unternimmt.“ Olmert kommentierte täglich stattfindende gewalttätige Übergriffe radikaler Siedler auf Palästinenser im Westjordanland als „Verbrechen gegen die Menschlichkeit vor den Augen der israelischen Polizei, Armee und Regierung“. „Ohne die Unterstützung öffentlicher Stellen wären diese ‚Hilltop Youth‘ machtlos.“ Olmert skizzierte den Weg zu einer Zweistaatenlösung, der ihm zufolge, die „einzige Lösung“ ist und warnte sein Volk diesbezüglich, nicht zu warten.

### 27. Juli
Vertreter von Hilfsorganisationen warnten, die Konzentration auf den Abwurf von Hilfsgütern über dem Gazastreifen sei eine „groteske Ablenkung“; die sich verschärfende Hungerkrise in dem Gebiet könne auf diesem Weg nicht beseitigt werden. Das Welternährungsprogramm warnte, ein Drittel der Bewohner des Gazastreifens habe seit Tagen nichts gegessen. 90 000 Frauen und Kinder benötigten wegen der durch die Blockierung der Landwege verursachten Hungerkrise eine dringende Behandlung. Der rechtsextreme israelische Regierungsminister Itamar Ben-Gvir kritisierte die Hilfslieferungen. Die Lieferung humanitärer Hilfe sei gleichbedeutend damit, den Feind am Leben zu erhalten.
Israel kündigte tägliche zehnstündige Kampfpausen in drei Teilen des Gazastreifens an, um „minimale“ Mengen von Hilfslieferungen – so Premierminister Netanjahu – in den Gazastreifen zu lassen. „Was immer wir auch entscheiden, wir müssen weiterhin minimale humanitäre Hilfslieferungen zulassen“, erklärte der israelische Premierminister und versuchte damit, die Bedeutung der Lockerung der israelischen Blockade herunterzuspielen. Rechte Mitglieder seiner Koalition hatten ein noch härteres Vorgehen in Gaza gefordert.

### 28. Juli
Zwei israelische Menschenrechtsgruppen, B’Tselem und Physicians for Human Rights, beschuldigten Israel eines Völkermords im Gazastreifen. Israels westliche Verbündete hätten eine rechtliche und moralische Verpflichtung, dem Einhalt zu gebieten. Die Direktorin von B'Tselem erklärte gegenüber der Tagesschau: „Ich denke, wir sind an einem Punkt angelangt, an dem die Frage, was ich angesichts dessen getan hätte, keine theoretische mehr ist. Hier sind wir also. Was bedeutet es, in einem solchen Moment Mensch zu sein? Seit fast zwei Jahren beobachten wir Regierungen, vor allem westliche, die Israel unterstützen, kooperieren und diesen Völkermord ermöglichen. Ohne die Unterstützung der internationalen Gemeinschaft könnte dieser Völkermord, wie jeder andere in der Geschichte, niemals stattfinden. Und sie stehen daneben und tun im Grunde nichts oder geben nur Lippenbekenntnisse ab, um ihn abzuwenden. Aber das geht weiter. Jeder sieht es. Niemand wird sagen können: ‚Wir wussten es nicht‘. Wir wissen es. Es geschieht jetzt, und es muss sofort gestoppt werden.“
Der BBC-Journalist Jeremy Bowen beschrieb den Abwurf von Hilfsgütern aus der Luft als einen Akt der Verzweiflung. Es sehe im Fernsehen gut aus und vermittle ein gutes Gefühl, dass endlich etwas getan werde, sei aber ein plumpes Verfahren, das allein nicht viel zur Beendigung des Hungers in Gaza beitragen könne. Selbst große Transportflugzeuge würden weniger transportieren als ein kleiner Konvoi von Lastwagen.

### 29. Juli
Der britische Premierminister Keir Starmer kündigte an, Großbritannien werde im September Palästina als Staat anerkennen, wenn die israelische Regierung bis dahin keine substanziellen Schritte unternehmen sollte, um die „entsetzliche Lage“ im Gazastreifen zu beenden, und keinen Waffenstillstand erreichen würde. Als weitere Bedingungen nannte Starmer, Israel müsse klarstellen, dass es keine Annexion im Westjordanland geben werde, und sich zu einem langfristigen, zu einer Zwei-Staaten-Lösung führenden Friedensprozess verpflichten. Die Forderungen des Vereinigten Königreichs an die Hamas seien indes nach wie vor dieselben: sie müsse alle Geiseln freilassen, einen Waffenstillstand unterzeichnen, akzeptieren, dass sie keine Rolle in der Regierung des Gazastreifens spielen werde, und sich entwaffnen.
Die Staaten der Arabischen Liga, Großbritannien und die EU forderten die Hamas während einer UN-Konferenz zur Zwei-Staaten-Lösung in einer Erklärung dazu auf, die Kontrolle über Gaza abzugeben und die Waffen niederzulegen.
Die international anerkannte, von den Vereinten Nationen und der Weltgesundheitsorganisation unterstützte IPC-Initiative schlug Alarm, im Gazastreifen entwickle sich aktuell „das schlimmste Szenario einer Hungersnot“. Die Warnung stellte keine formelle Erklärung einer Hungersnot dar; eine solche erfordert Daten, die wegen des mangelnden Zugangs zum Kriegsgebiet nur schwer zu erlangen waren (Kriterien sind, dass mindestens 20 Prozent der Bevölkerung unter extremer Nahrungsmittelknappheit leiden, jedes dritte Kind akut unterernährt ist und täglich zwei von 10.000 Menschen an Hunger, Unterernährung und Krankheiten sterben). Der IPC-Bericht erklärte, in den meisten Gebieten des Gazastreifens seien die Hungersnot-Schwellenwerte für Nahrungsmittelverbrauch bereits überschritten, in Gaza-Stadt zudem auch die für akute Mangelernährung bei Kindern. Es mangele jedoch an zuverlässigen Daten zur Sterblichkeit. Die jüngsten Entwicklungen, darunter israelische Blockaden, hätten die Lage allerdings „dramatisch verschlechtert“, hieß es in dem Bericht.
Amnesty International kritisierte die Luftbrücke. Die Einrichtung einer Luftbrücke nach Gaza sei nicht mehr als eine symbolische Geste, sagte die Generalsekretärin von Amnesty International in Deutschland. Das große Wort Luftbrücke solle kaschieren, dass die Regierung weiterhin nicht das Nötige tue. Ein Sprecher für Medico International sagte, es handele sich in erster Linie um eine „gesichtswahrende Maßnahme der israelischen Regierung“, die nicht unterstützenswert sei; nötig seien Hilfslieferungen über Land. Oxfam sprach von einer„absichtlich herbeigeführten“ Hungersnot; humanitäre Pausen dienten vor allem der Beruhigung der Weltöffentlichkeit. Save the Children forderte freien Zugang zu Gaza für internationale Journalisten.
Das von der Hamas geführte Gesundheitsministerium in Gaza meldete, dass die Anzahl der Toten in Gaza nun 60.000 überstiegen habe. Das Ministerium machte keine getrennten Angaben für getötete Zivilisten und Kämpfer. Es erklärte jedoch, etwa die Hälfte der Toten seien Frauen und Kinder. Die Zahlen des Ministeriums, das mit medizinischem Fachpersonal arbeitet, werden von den Vereinten Nationen und anderen unabhängigen Experten als die zuverlässigste Zählung der Opfer auf palästinensischer Seite betrachtet.

### 30. Juli
Der kanadische Premierminister Mark Carney kündigte die Anerkennung Palästinas für September 2025 bei der UN-Vollversammlung an.

### 31. Juli
Der deutsche Außenminister Johann Wadephul reiste nach Israel, um nach eigenen Angaben zu verhindern, dass sich Israel international isoliert: „Israel muss in der internationalen Gemeinschaft immer Freunde, Partner und Unterstützer finden. Und das ist in dieser Situation derzeit gefährdet. Und wenn es ein Land gibt, das die Verantwortung hat, dies zu verhindern, dann ist es meiner Ansicht nach Deutschland“. Deutschland brauche aber „Klarheit auch von Israel, dass keine Politik der Vertreibung und keine Politik der aktiven Annexion betrieben wird“.